# Tehnološke operacije
Tehnološke operacije predstavljaju oblast proučavanja hemijskih inženjera, procesnih inženjera i tehnologa svih profila. S obzirom da se svaki tehnološki proces sastoji od manje-više istih potprocesa, takozvanih osnovnih operacija, 1900-ih godina u SAD došlo se na ideju da se ne posmatra svaka tehnologija pojedinačno, već kao celina koja se sastoji od tipiziranih delova. Na taj način bi se upoznavanjem tih osnovnih tehnoloških operacija mogla savladati svaka tehnologija, uz minimalano učenje novih stvari. Kao osnovne tehnološke operacije podrazumevaju se:
- Statika i dinamika fluida

Mehaničke operacije
- Transport fluida (pumpe i ventilatori)
- Taloženje
- Filtracija
- Fluidizacija
- Prosejavanje čvrstih čestica
- Centrifugiranje

Toplotne operacije
- Razmena toplote
- Ključanje
- Kondenzacija
- Ukuvavanje
- Kristalizacija
- Sušenje

Difuzne operacije
- Destilacija
- Rektifikacija
- Ekstrakcija
- Apsorpcija
- Adsorpcija
- Resorpcija